# Rubén Velásquez
Rubén Darío Velásquez (Pueblo Rico, 18 dicembre 1975) è un ex calciatore colombiano, di ruolo centrocampista.